# Denis Thatcher

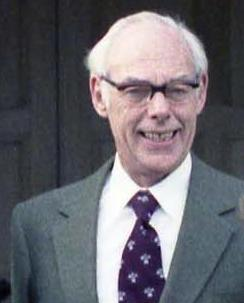
Denis Thatcher 1984

Sir Denis Thatcher, 1. Baronet, MBE TD (* 10. Mai 1915 in Lewisham; † 26. Juni 2003 in Westminster) war ein britischer Geschäftsmann und Ehemann der früheren Premierministerin des Vereinigten Königreiches, Margaret Thatcher.

## Frühe Jahre, Geschäftstätigkeit

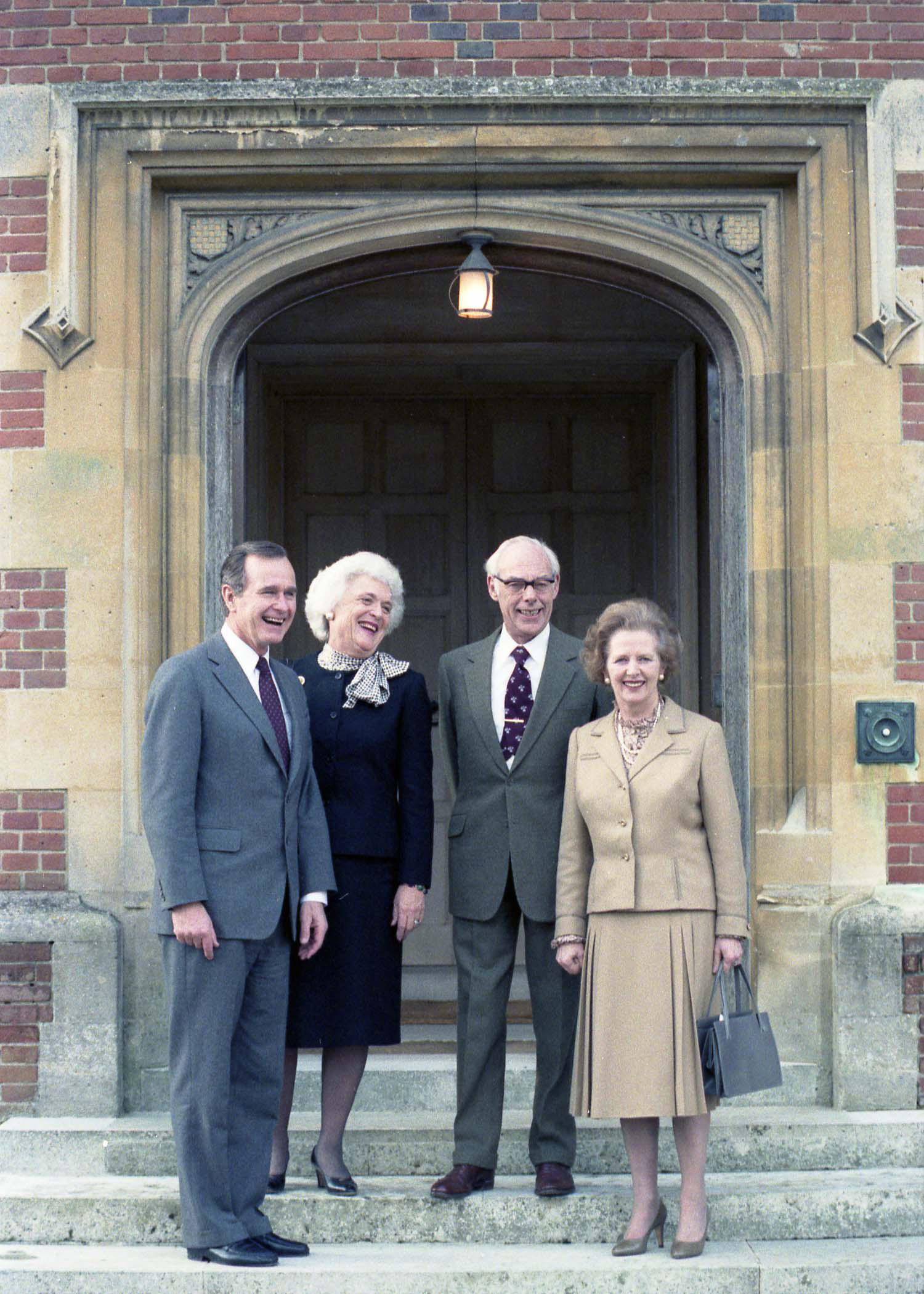
Denis Thatcher mit US-Vizepräsident George Bush, Barbara Bush und Ehefrau Margaret (Chequers, 1984)

Denis Thatcher war das älteste Kind von Thomas Herbert und Kathleen Thatcher. Er besuchte zunächst ein Internat in Bognor Regis, anschließend die Mill Hill School, eine Public School. Mit 18 Jahren trat er in das Farben- und Konservierungsstoffunternehmen seines Vaters ein. Kurz nach dem Münchener Abkommen 1938 trat er freiwillig in die British Army ein. Während des Zweiten Weltkriegs diente er im 34. Searchlight Regiment der Royal Engineers. Zu seinem Bedauern wurde er nie in direkten Kampfhandlungen eingesetzt. Er wurde mit dem Orden Member of the Order of the British Empire ausgezeichnet und nahm 1946 als Major seinen Abschied. Sein Vater war 1943 im Alter von 57 Jahren gestorben, und Thatcher übernahm nun das Familienunternehmen.
Während des Krieges hatte er am 28. März 1942 Margaret Kempson geheiratet, die Ehe wurde jedoch 1948 kinderlos geschieden. Im Februar 1949 lernte er bei einem Geschäftsessen in Dartford Margaret Roberts kennen, die zu diesem Zeitpunkt gerade als Kandidatin der Conservative Party für die Unterhauswahlen von 1950 aufgestellt worden war. Er heiratete sie am 13. Dezember 1951. Durch sein Einkommen als Unternehmer ermöglichte Thatcher seiner Frau ihre Ausbildung als Barrister. Die Familie wohnte in einem Haus im Londoner Stadtteil Chelsea, am 15. August 1953 wurden ihre beiden Kinder, die Zwillinge Mark und Carol geboren. Wenn auch die Disziplin und die Kameradschaft der Armee ihn geprägt hatten, galt Denis Thatcher dennoch als lebensfroh und respektlos, im Gegensatz zu seiner Frau, die durch ihre strenge Erziehung geprägt worden war. Bei den Unterhauswahlen 1959 wurde Margaret Thatcher als Abgeordnete in das House of Commons gewählt. Denis Thatcher arbeitete in dieser Zeit hart in seinem Unternehmen Atlas Preservative Co., das 1957 200 Angestellte hatte. 1964 erlitt er einen leichten Nervenzusammenbruch, worauf er sich eine Auszeit in Südafrika nahm. Anschließend verkaufte er 1965 sein Unternehmen an Castrol, blieb aber Mitglied der Geschäftsführung von Atlas. Als Castrol 1969 von Burmah Oil übernommen wurde, übernahm er auch in dem neuen Unternehmen eine leitende Position. Als seine Frau sich 1975 um den Vorsitz der Conservative Party bewarb, glaubte er nicht an ihren Erfolg, begleitete und unterstützte sie aber. Als sie gegen seine Einschätzung dennoch Vorsitzende wurde, trat er wenig später in den Ruhestand, um ihre Karriere besser unterstützen zu können. Vier Jahre später wurde sie Premierministerin.

## Ehemann der Premierministerin
In seiner Rolle als Ehemann der Premierministerin, eine Rolle, die es bislang in Großbritannien noch nicht gegeben hatte, blieb er sehr zurückhaltend. Er verweigerte Interviews und sprach nur selten und kurz über seine Rolle. Von der Presse auf seine Frau angesprochen, nannte er sie „the Boss“.
Im Dezember 1979 kritisierte er während einer Sportverbandsveranstaltung, an der er als Verbandsschatzmeister teilnahm, den internationalen sportlichen Boykott von Südafrika aufgrund der Politik der Apartheid. Als es daraufhin zu einer kontroversen Diskussion in der Öffentlichkeit kam, hielt er sich in der Folgezeit in der Öffentlichkeit noch mehr zurück. Diese Zurückhaltung, paradoxerweise auch die Persiflagen des Satiremagazins Private Eye, in der er in der Serie Dear Bill als reaktionärer Golfspieler mit einem Faible für Gin karikiert wurde, oder der Fernsehfilm Anyone for Denis von John Wells vergrößerten seine Popularität. Denis Thatcher nahm die Satiren mit Humor und sagte scherzhaft, dass er Golf spiele, falls er nicht betrunken sei. Tatsächlich versuchte er, seine Frau bei ihrer Arbeit als Premierministerin privat zu entlasten, sagte ihr aber auch, dass sie rechtzeitig zurücktreten solle, bevor sie zurücktreten müsse. Er erkannte früh, dass nach dem Rücktritt von Geoffrey Howe im November 1990 ihre Karriere zu Ende ging.

## Späteres Leben

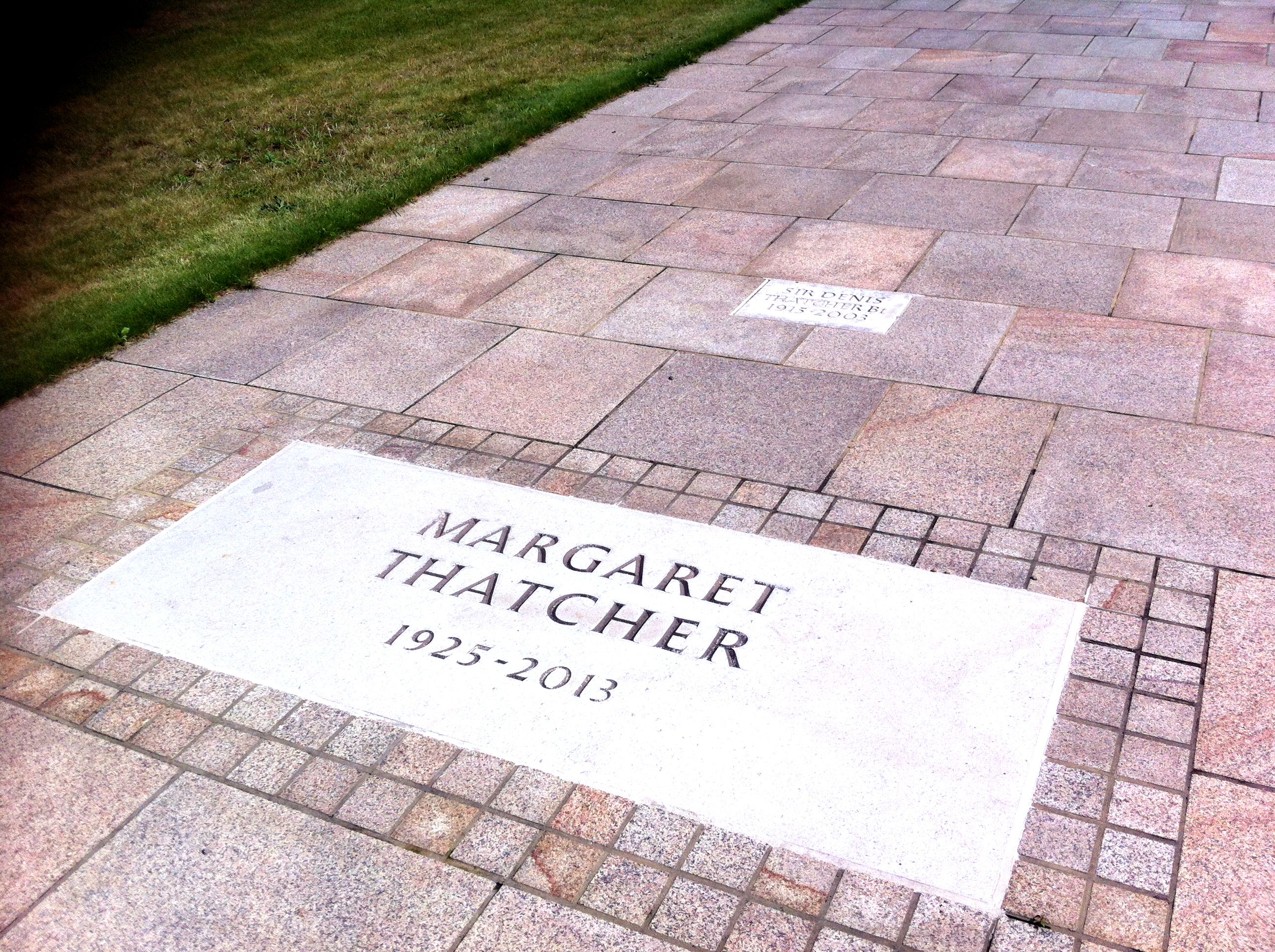
Gräber von Margaret und Denis Thatcher im Royal Hospital Chelsea

Bereits 1965 hatte Thatcher ein Landhaus bei Lamberhurst in Kent erworben, in dem er mit seiner Frau immer wohnte, wenn sie nicht wegen seiner Arbeit und später wegen ihrer Karriere in London wohnen mussten. Nach dem Rücktritt seiner Frau als Premierministerin wurde Denis Thatcher 1991 zum Baronet, of Scotney in the County of Kent, erhoben. Diese Erhebung zum erblichen Baronet war die erste seit 1964 und bis heute die letzte und wurde stark kritisiert. Seiner Frau wurde nach ihrem Ausscheiden aus dem House of Commons 1992 als Baroness Thatcher eine eigenständige, jedoch nicht erbliche Peerswürde auf Lebenszeit gewährt.
Denis Thatcher starb mit 88 Jahren an Bauchspeicheldrüsenkrebs im Lister Hospital in Westminster in London. Die Trauerfeier fand am 3. Juli 2003 in der Kapelle des Royal Hospital Chelsea in London statt. Seine Urne wurde im Garten des Royal Hospital Chelsea, das von ihm und seiner Frau gefördert wurde, bestattet.

## Denis Thatcher in Film und Fernsehen
Im Spielfilm Die Eiserne Lady (2011) über das Leben Margret Thatchers wird Denis von Harry Lloyd (als junger Mann) und Jim Broadbent dargestellt.
Im Spielfilm James Bond 007 – In tödlicher Mission wird Denis Thatcher am Ende des Filmes von John Wells dargestellt.
In der vierten Staffel der Dramaserie The Crown (2020) wurde Thatcher vom Schauspieler Stephen Boxer verkörpert.